# Bizantyjsko-słowaccy egzarchowie Toronto
Egzarchowie Toronto – eparchowie Eparchii św. Cyryla i Metodego w Toronto Kościoła katolickiego obrządku bizantyjsko-słowackiego oraz egzarchowie egzarchatu apostolskiego św. Cyryla i Metodego w Toronto Kościoła katolickiego obrządku bizantyjsko-rusińskiego (od 2022 roku). 

## Eparchowie[1]
| Lata urzędowania | Eparcha | Eparcha             | Uwagi                                                                       |
| ---------------- | ------- | ------------------- | --------------------------------------------------------------------------- |
| 1980–1996        |         | Michael Rusnak      |                                                                             |
|                  |         | ks. John Fetsco     | administrator apostolski sede vacante 1996–2000                             |
| 2000–2016        |         | John Pazak          | następnie bizantyjsko–rusiński eparcha Phoenix                              |
|                  |         | John Pazak          | administrator apostolski sede vacante 2016–2018                             |
| 2018–2020        |         | Marián Andrej Pacák | zrezygnował w 2020                                                          |
|                  |         | Kurt Burnette       | administrator apostolski sede vacante eparchii od 2020 (od 2022 egzarchatu) |